# Motor Zaporiyia
El Motor Zaporiyia es un club de balonmano ucraniano de la ciudad de Zaporiyia que juega en la Liga de Ucrania de balonmano.
Rivaliza con los dos equipos de su ciudad el ZTR Zaporiyia y el ZNTU-ZAS Zaporiyia.

## Palmarés
- (9) Liga de Ucrania de balonmano: 2013, 2014, 2015, 2016, 2017, 2018, 2019, 2020, 2021

## Plantilla 2021-22
|  | Porteros - 28 Maxym V'yunyk - 33 Ivan Maroz - 55 Gennadiy Komok Extremos izquierdos - 11 Zakhar Denysov - 31 Oleksandr Kasai Extremos derechos - 5 Iurii Kubatko - 19 Eduard Kravchenko - 20 Artem Kozakevych Pívots - 27 Ivan Burzak - 37 Denis Vasiliev - 74 Viachaslau Bokhan | Laterales izquierdos - 6 Jonas Truchanovičius - 18 Carlos Molina - 24 Dmytro Horiha Centrales - 7 Aidenas Malašinskas - 10 Barys Pukhouski - 15 Oleksandr Tilte Laterales derechos - 22 Vladyslav Dontsov - 23 Luka Šebetić |

- Datos: Q4304859
- Multimedia: HC Motor Zaporizhzhia / Q4304859